# Club Sportif Sfaxien
O Club Sportif Sfaxien (em árabe: النادي الرياضي الصفاقسي), também chamado de CSS, Sfaxien e CS Sfax, é um clube tunisiano poliesportivo com sede em Sfax, Tunísia. Disputa, entre outras modalidades, o futebol e o voleibol. Foi fundado em 1928 sob o nome de Club Tunisien antes de ser rebatizado em 1962.

## História
O clube foi fundado em 1928 como Clube Tunisien e seu uniforme era com listras verdes e vermelhas. sendo promovido à Primeira Divisão do Campeonato Tunisiano em 1947. Em 1950, a primeira torcida organizada foi fundada por Béchir Fendri, e em 1962, o clube foi renomeado para Club Sportif Sfaxien e as cores do time foram alteradas para as listras em preto e branco atuais.
CSS, como também é chamado, comemorou seu meio-centenário, em 1978, ao vencer o título do Campeonato Tunisiano, em grande parte graças às performances impressionantes de jogadores notáveis, como Hamadi Agrebi, Mohamed Ali Akid e Mokhtar Dhouib.
Em novembro de 1998, CS Sfax conquistou a Copa da CAF pela primeira vez, vencendo o time senegalês ASC Jeanne d'Arc na final.
Em 2006, o CSS chegou à final da Liga dos Campeões da CAF, mas foi por pouco vencido de forma dramática pelo Al Ahly do Egito, com um segundo gol no final condenando-os a uma derrota por 2 a 1 no agregado.
Em novembro de 2008, CSS enfrentou rivais locais como Etoile du Sahel (ESS), na final da Taça CAF. CSS tornou-se o clube mais bem sucedido na história recente do torneio, quando um empate de 0 a 0 em Sfax foi seguido por um empate de 2 a 2 em Sousse, levando a taça de volta para Sfax, pelo segundo ano consecutivo.
Club Sportif Sfaxien é considerado pela IFFHS como um dos cinco melhores times da África neste século.

## Voleibol
O Club Sportif Sfaxien possui equipe de voleibol masculino e feminino. Ambas disputam a primeira divisão do campeonato tunisiano (Divisão Nacional A)

## Histórico
A equipe de voleibol foi criada após a fusão com a "Union Culturelle de Sfax" (União Cultural de Sfax). Hedi Haj Taieb foi o primeiro treinador e capitão.[carece de fontes?]

## Títulos
| CONTINENTAIS   | CONTINENTAIS                  | CONTINENTAIS | CONTINENTAIS                                                           |
|                | Competição                    | Títulos      | Temporadas                                                             |
| -------------- | ----------------------------- | ------------ | ---------------------------------------------------------------------- |
|                | Copa das Confederações da CAF | 3            | 2007, 2008, 2013                                                       |
|                | Copa da CAF                   | 1            | 1998                                                                   |
| INTERNACIONAIS |                               |              |                                                                        |
|                | Competição                    | Títulos      | Temporadas                                                             |
|                | Liga dos Campeões Árabes      | 2            | 2000, 2004                                                             |
| NACIONAIS      |                               |              |                                                                        |
|                | Competição                    | Títulos      | Temporadas                                                             |
| Tunísia        | Campeonato Tunisiano          | 8            | 1968–69, 1970–71, 1977–78, 1980–81, 1982–83, 1994–95, 2004–05, 2012–13 |
| Tunísia        | Copa da Tunísia               | 6            | 1970–71, 1994–95, 2003–04, 2008–09, 2018–19, 2020–21                   |
| Tunísia        | Copa da Liga Tunisiana        | 1            | 2003                                                                   |

### Campanhas de destaques
Liga dos Campeões Árabes
- vice :2005

Liga dos Campeões da CAF
- vice: 2006

Taça das Confederações da CAF
- vice: 2010

## Elenco
Integrantes do Club Sportif Sfaxien para a disputa do Mundial de Clubes de 2013

#### Feminino

##### Nacionais
- Campeonato Tunisiano de Voleibol - 1999, 2003, 2004, 2006, 2009, 2010 e 2012
- Copa da Tunísia - 2000, 2005, 2008, 2009, 2012 e 2013